# Васюнина, Софья Васильевна
Со́фья Васи́льевна Васю́нина (22 ноября 1921, Сядемка, Тамбовская губерния — 6 июня 2015, там же) — советская работница сельского хозяйства, звеньевая Сталинского свеклосовхоза, Герой Социалистического Труда (1948).

## Биография
Родилась в с. Сядемке (ныне — Земетчинского района Пензенской области) в крестьянской семье.
В 14 лет стала свекловичницей, а с 1941 года — звеньевой свеклосовхоза Соседского района. Кроме свеклы, вместе с подругами сеяли и выращивали рожь. В 1947 году получили урожай ржи по 34,6 центнера с гектара на площади 10 гектаров.
За получение высокого урожая ржи Указом Президиума Верховного Совета СССР от 18 мая 1948 года ей присвоено звание Героя Социалистического Труда с вручением ордена Ленина и золотой медали «Серп и Молот».
Трижды была награждена серебряными медалями ВДНХ СССР.
С 1961 постоянно жила в с. Сядемка, работала свекловичницей и звеньевой свекловичного звена в хозяйствах Земетчинского района. В 1976 году вышла на пенсию. Умерла 6 июня 2015 года.